# Thuparamaya
Thuparamaya és un dagoba d'Anuradhapura, Sri Lanka. És un lloc sagrat budista.
Mahinda Thera, un enviat enviat pel rei Asoka va introduir el budisme Theravada i també l'adoració chetiya a Sri Lanka. A petició seva el rei Devanampiyatissa va construir Thuparamaya en la qual es va consagrar la clavícula del Buda. És considerada la primera dagoba construïda a Sri Lanka després de la introducció de budisme. És considerat el monument més antic, la construcció del qual s'esmenta a les cròniques de Sri Lanka. El nom Thuparamaya ve de "stupa" (Thupa) i "aramaya" que és un complex residencial per monjos.
Thuparamaya fou construïda en forma d'una campana. Aquesta dagoba va ser destruïda algunes vegades. Durant el regnat del rei Agbo II fou completament destruïda i el rei la va restaurar. El que es veu actualment de la dagoba data de 1862. Avui dia després de diverses renovacions en el curs dels segles, el monument té un diàmetre de 18 metres, a la base. El dom o cúpula té 3,45 metres d'alçada des del terra, 50,1 metres de diàmetre. El sòl és pavimentat amb granit i hi ha 2 files de pilars de pedra al voltant de la dagoba. Thuparamaya fou construïda durant el període inicial de l'arquitectura vatadage (un tipus d'arquitectura pròpia de Ceilan).